# Hoyorredondo
Hoyorredondo település Spanyolországban, Ávila tartományban. Hoyorredondo Santa María del Berrocal, San Bartolomé de Corneja, Piedrahíta, Santiago del Collado, La Aldehuela, La Horcajada és Villar de Corneja községekkel határos. Lakosainak száma 59 fő (2024).

## Népesség
A település népessége az utóbbi években az alábbiak szerint változott:
| Lakosok száma | 120  | 110  | 105  | 91   | 87   | 78   | 75   | 63   | 60   | 59   |
|               | 2001 | 2004 | 2006 | 2009 | 2011 | 2014 | 2016 | 2019 | 2021 | 2024 |